# SD Eibar
Sociedad Deportiva Eibar  (baskijski: Eibar Kirol Elkartea) je profesionalni španjolski nogometni klub smješten u Eibaru (Gipuskoa, Baskija). Klub je osnovan 1940. godine.
Eibar se trenutno natječe u drugoj španjolskoj nogometnoj ligi, Segunda División. Eibar svoje domaće utakmice igra na stadionu Ipurua Municipal kapaciteta 8.164 mjesta.

## Klupski uspjesi

### Domaći uspjesi
Segunda División:
- Prvaci (1): 2013./14.

Segunda División B:
- Prvaci (3): 1987./88., 2006./07., 2010./11.

Tercera División: (tadašnja treća liga)
- Prvaci (5): 1950./51., 1952./53., 1961./62., 1962./63., 1966./67.

Tercera División: (tadašnja četvrta liga)
- Prvaci (2): 1981./82., 1985./86.

## Poznati bivši igrači
| - Gonzalo Escalante - Frederic Peiremans - Fabián Orellana - Avimiled Rivas - Derek Boateng - Simone Verdi - Takashi Inui - Natxo Insa - Damián Ísmodes - Paulo Oliveira - Igor Lediakhov | - Pape Diop - Marko Dmitrović - Dejan Lekić - Ander Alaña - Xabi Alonso - Sergio Álvarez - Jon Altuna - Txema Añibarro - Mikel Arruabarrena - Eneko Bóveda - Ander Capa | - Lluis Codina - Roberto Echevarria - Sergi Enrich - Ciriaco Errasti - Ramón Gabilondo - José Eulogio Gárate - Dani García - Gaizka Garitano - José Garmendia - Agustín Guisasola - Xabi Irureta | - Javi Lara - Roberto Lombraña - Mikel Oyarzabal - Ivan Ramis - Aitor López Rekarte - David Silva - Jon Urzelai - Federico Magallanes |

## Treneri
| - Antonio Corral Artayer (1953. – 1958.) - Luis Ciaurriz Ustarroz (1971. – 1973.) - Juan Arriarán Aramburu (1974. – 1975.) - Jesús María Sagasti Zorroza (1982. – 1983.) - Alfonso Barasoain (1988. – 1990.) - Mikel Etxarri Sasiain (1990. – 1992.) - José Mendiluce Loyola (1992.) - José Gallastegui Otaduy (1992. – 1993.) - José María Araquistain (1993. – 1995.) - Miguel Ángel Alonso (1995. – 1998.) - Enrique Ormaetxea Axpe (1998.) - José Gallastegui Otaduy (1998.) - Alfonso Barasoain (1998. – 1999.) - Blas Ziarreta (1999. – 2003.) - José María Amorrortu (2003. – 2004.) - José Luis Ribera (2004.) - José Luis Mendilibar (2004. – 2005.) - Carlos Terrazas (2005.) - Roberto Olabe (2006.) - Manix Mandiola (2006. – 2008.) - Carlos Pouso (2008. – 2009.) | - Josu Uribe (2009.) - Ángel Viadero (2009. – 2010.) - Manix Mandiola (2010. – 2012.) - Gaizka Garitano (2012. – 2015.) - José Luis Mendilibar (2015. – 2021.) - Gaizka Garitano (2021. – 2023.) - Joseba Etxeberria (2023. – 2025.) - Beñat San José (2025. – danas) |

## Predsjednici
| 1940. – 1946. | Juan Artamendi                 |
| 1946. – 1948. | Bernardino Odriozola           |
| 1948. – 1949. | Crispin Garate                 |
| 1949. – 1957. | Manolo Escodin                 |
| 1957. – 1958. | Boni Guisasola                 |
| 1958. – 1959. | Tomas Echaluce                 |
| 1959. – 1961. | Manolo Zubia                   |
| 1961. – 1962. | Pedro Irusta                   |
| 1962. – 1965. | Luis María Fernández de Betoño |
| 1965. – 1967. | Luis María Aranegui            |
| 1967. – 1968. | Roberto Cadenas                |
| 1968. – 1974. | José González Ortiz de Zárate  |
| 1974. – 1977. | Eusebio Oyarzun                |
| 1977. – 1984. | Paco Marquiegui                |
| 1984. – 1988. | Javier Arrieta                 |
| 1988. – 2002. | Juan Luis Mardaras             |
| 2002. – 2009. | Jaime Barriuso                 |
| 2009. – 2016. | Alex Aranzábal                 |
| 2016. –       | Amaia Gorostiza (predsjednica) |

## Vanjske poveznice
- Službena stranica